# Menowsee
Der Menowsee ist ein See bei Kleinmenow, einem Ortsteil von Fürstenberg/Havel, im Landkreis Oberhavel in Brandenburg.
Das 35 Hektar große Gewässer besitzt eine maximale Ausdehnung von etwa 930 mal 720 Metern. Der Wasserspiegel liegt 54,5 Meter ü.NHN. Der See wird an seinem Nordostrand, vom Ziernsee im Norden kommend von der Havel, nach Südosten, in Richtung Röblinsee durchflossen, wobei sie zwischen Menowsee und Röblinsee auch als Steinhavel bezeichnet wird.
Der Menowsee (MwS) bei OHW-km 66,5 gehört zur 97 Kilometer langen Bundeswasserstraße Obere Havel-Wasserstraße (OHW) der Wasserstraßenklasse I. Zuständig ist das Wasserstraßen- und Schifffahrtsamt Oder-Havel.
Das Westufer ist bewaldet, die Uferzonen sind größtenteils sumpfig.
Etwa 500 Meter nördlich des Sees verläuft die Grenze zu Mecklenburg-Vorpommern – jeweils am Südufer des Ellbogensees und des Ziernsees.